# Università federale del Minas Gerais

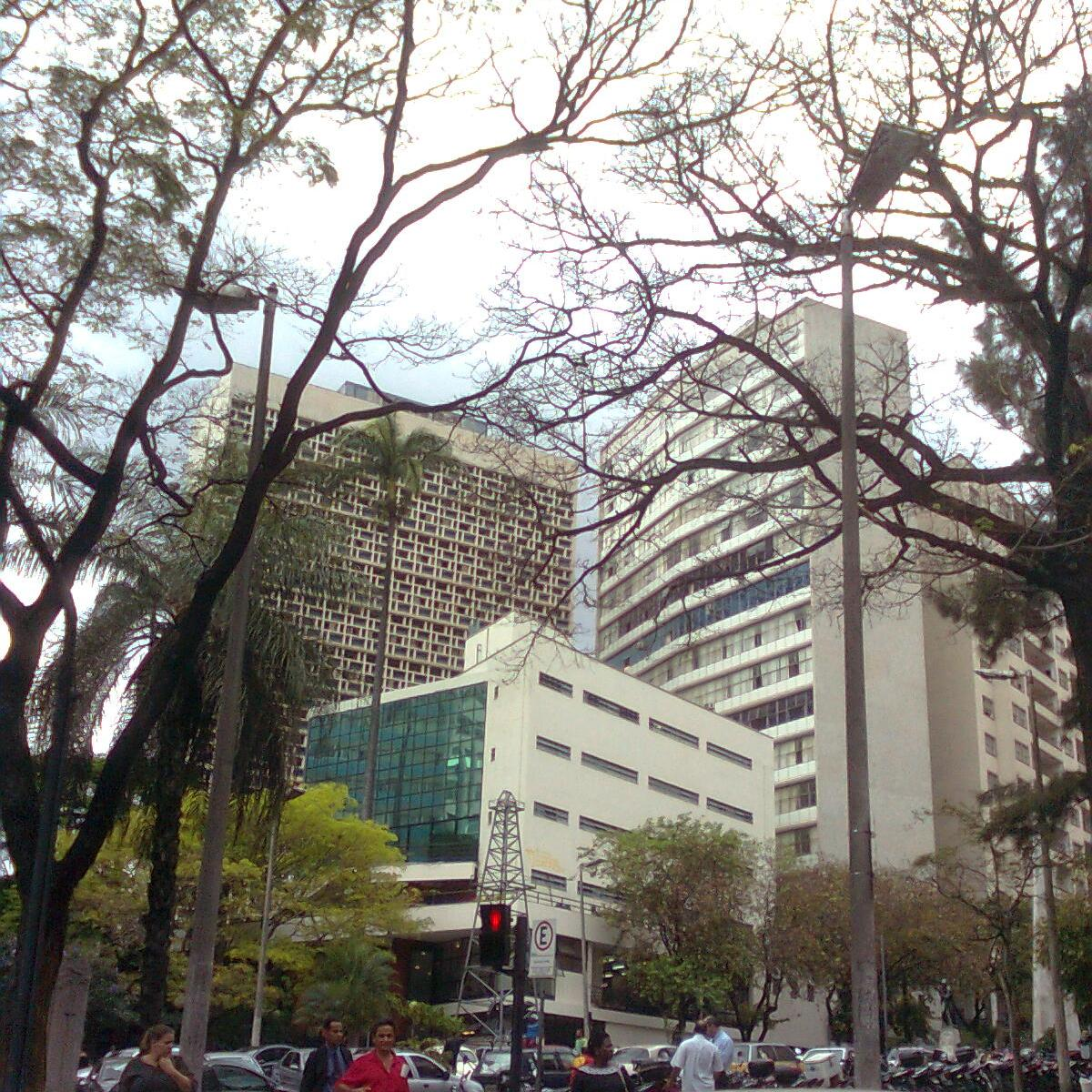
Università Minas Gerais, Facoltà di Giurisprudenza

L'Università Federale del Minas Gerais (UFMG) è un'università statale brasiliana con sede a Belo Horizonte, Minas Gerais. È la più grande università dello stato del Minas Gerais, e oltre ai campi a Belo Horizonte, ha un campus nella città di Montes Claros.

## Storia
Il primo istituto di istruzione superiore del Minas Gerais è stato quello di Farmacia, fondato a Ouro Preto (allora capitale dello stato) nel 1839. Nel 1875, è stata creata la Scuola Mineraria e nel 1892 venne fondata la Facoltà di Giurisprudenza. Nel 1898, dopo il trasferimento della capitale a Belo Horizonte anche la Facoltà di Giurisprudenza venne spostata. Nel 1907 è nata la Scuola Libera di Odontoiatria e, quattro anni più tardi, la Facoltà di Medicina e la Scuola di Ingegneria. 
L'Università del Minas Gerais è stata fondata nel 1927 dall'unione delle Facoltà di Giurisprudenza, Scuola Libera di Odontoiatria, Facoltà di Medicina e Scuola di Ingegneria. All'inizio si trattava di una istituzione privata sovvenzionata dallo Stato. Nel 1949 è diventata una istituzione federale ampliandosi nel quartiere Pampulha col Campus Pampulha. 
Il nome Università Federale del Minas Gerais è stato adottato dal 1969.

## Strutture

### Facoltà, istituti e scuole
L'UFMG si articola in venti facoltà, istituti e scuole:
- Facoltà di Educazione
- Facoltà di Farmacia
- Facoltà di Filosofia e Scienze Umane
- Facoltà di Giurisprudenza
- Facoltà di Lettere
- Facoltà di Medicina
- Facoltà di Odontoiatria
- Facoltà di Scienze Economiche
- Istituto di Geoscienze
- Istituto di Scienze Agrarie
- Istituto di Scienze Biologiche
- Istituto di Scienze Esatte
- Scuola di Architettura
- Scuola di Belle Arti
- Scuola di Educazione Fisica, Fisioterapia e Terapia Occupazionale
- Scuola di Infermieristica
- Scuola di Ingegneria
- Scuola di Medicina Veterinaria
- Scuola di Musica
- Scuola di Scienze dell'Informazione

#### Altre strutture
- Centro Culturale: [4] si trova nel primo edificio costruito nell'ipercentro di Belo Horizonte, eretto nel 1906. È un centro di arte e cultura che svolge attività nell'ambito della poesia, musica, teatro, danza, cinema, fotografia, letteratura.[5]

- Conservatorio della Scuola di Musica: si trova nel centro di Belo Horizonte.[6]
- Rete di Musei: aperti al pubblico, conservano documentazione e materiale storico dell'Università.[7]
- Spazio della Conoscenza: comprende mostre, corsi, workshops e dibattiti. Parte del Circuito Culturale Piazza della Libertà, è il risultato di una collaborazione tra l'UFMG e il governo dello stato del Minas Gerais.[8]
- Stazione Ecologica, dedicata alla conservazione delle aree verdi a Belo Horizonte ed aperta al pubblico. Situata nel Campus Pampulha, la stazione offre workshops, conferenze ed escursioni.[9]

## Rettori
Rettori dal 1927:
- Francisco Mendes Pimentel (1927 - 1930)
- Lúcio José dos Santos (1931 - 1933)
- Otaviano Ribeiro de Almeida (1933 - 1934) (1935 - 1937)
- Francisco José de Almeida Brant (1937 - 1941)
- Mário Casassanta (1930 - 1931) (1941 - 1944)
- Alcindo da Silva Vieira (1944 - 1945)
- Manoel Pires de Carvalho e Albuquerque (1946 - 1949)
- Otávio Coelho de Magalhães (1949 - 1952)
- Pedro Paulo Penido (1952 - 1955) (1958 - 1960)
- Lincoln Prates (1955 - 1958)
- Orlando Magalhães Carvalho (1961 - 1964)
- Aluísio Pimenta (1964 - 1967)
- Gérson de Britto Melo Boson (1967 - 1969)
- Marcelo de Vasconcelos Coelho (1969 - 1973)
- Eduardo Osório Cisalpino (1974 - 1978)
- Celso de Vasconcelos Pinheiro (1978 - 1982)
- José Henrique Santos (1982 - 1986)
- Cid Veloso (1986 - 1990)
- Vanessa Guimarães Pinto (1990 - 1994)
- Tomaz Aroldo da Mota Santos (1994 - 1998)
- Francisco César de Sá Barreto (1998 - 2002)
- Ana Lúcia Almeida Gazzola (2002 - 2006)
- Ronaldo Tadêu Pena (2006 - 2010)
- Clélio Campolina Diniz (2010 - 2014)
- Jaime Arturo Ramírez (dal 2014)